# 5368 Vitagliano
5368 Vitagliano eller 1984 SW5 är en asteroid i huvudbältet som upptäcktes den 21 september 1984 av den belgiske astronomen Henri Debehogne vid La Silla-observatoriet. Den är uppkallad efter den italienska astronomen Aldo Vitagliano.
Asteroiden har en diameter på ungefär 34 kilometer och den tillhör asteroidgruppen Hilda.